# La Croixille
La Croixille és un municipi francès situat al departament de Mayenne i a la regió de País del Loira. L'any 2007 tenia 608 habitants.

## Demografia

### Població
El 2007 la població de fet de La Croixille era de 608 persones. Hi havia 263 famílies de les quals 93 eren unipersonals (53 homes vivint sols i 40 dones vivint soles), 85 parelles sense fills, 81 parelles amb fills i 4 famílies monoparentals amb fills.
La població ha evolucionat segons el següent gràfic:
Habitants censats

### Habitatges
El 2007 hi havia 307 habitatges, 261 eren l'habitatge principal de la família, 33 eren segones residències i 13 estaven desocupats. 270 eren cases i 7 eren apartaments. Dels 261 habitatges principals, 161 estaven ocupats pels seus propietaris, 96 estaven llogats i ocupats pels llogaters i 4 estaven cedits a títol gratuït; 26 tenien una cambra, 22 en tenien dues, 54 en tenien tres, 66 en tenien quatre i 93 en tenien cinc o més. 173 habitatges disposaven pel capbaix d'una plaça de pàrquing. A 113 habitatges hi havia un automòbil i a 93 n'hi havia dos o més.

### Piràmide de població
La piràmide de població per edats i sexe el 2009 era:
| Homes | Edats   | Dones |
| ----- | ------- | ----- |
| 0     | 95 o +  | 0     |
| 0     | 90 a 94 | 0     |
| 4     | 85 a 89 | 20    |
| 0     | 80 a 84 | 0     |
| 20    | 75 a 79 | 4     |
| 12    | 70 a 74 | 16    |
| 20    | 65 a 69 | 20    |
| 24    | 60 a 64 | 20    |
| 4     | 55 a 59 | 8     |
| 16    | 50 a 54 | 16    |
| 0     | 45 a 49 | 20    |
| 20    | 40 a 44 | 4     |
| 16    | 35 a 39 | 44    |
| 44    | 30 a 34 | 16    |
| 4     | 25 a 29 | 16    |
| 4     | 20 a 24 | 4     |
| 12    | 15 a 19 | 8     |
| 28    | 10 a 14 | 20    |
| 16    | 5 a 9   | 16    |
| 12    | 0 a 4   | 24    |

## Economia
El 2007 la població en edat de treballar era de 349 persones, 297 eren actives i 52 eren inactives. De les 297 persones actives 279 estaven ocupades (153 homes i 126 dones) i 17 estaven aturades (6 homes i 11 dones). De les 52 persones inactives 24 estaven jubilades, 18 estaven estudiant i 10 estaven classificades com a «altres inactius».

### Ingressos
El 2009 a La Croixille hi havia 267 unitats fiscals que integraven 654 persones, la mediana anual d'ingressos fiscals per persona era de 14.687 €.

### Activitats econòmiques
Dels 23 establiments que hi havia el 2007, 1 era d'una empresa extractiva, 1 d'una empresa alimentària, 11 d'empreses de construcció, 2 d'empreses de comerç i reparació d'automòbils, 1 d'una empresa de transport, 2 d'empreses d'hostatgeria i restauració, 1 d'una empresa d'informació i comunicació, 3 d'empreses de serveis i 1 d'una empresa classificada com a «altres activitats de serveis».
Dels 12 establiments de servei als particulars que hi havia el 2009, 1 era un paleta, 1 guixaire pintor, 1 fusteria, 5 lampisteries, 3 electricistes i 1 restaurant.
Dels 2 establiments comercials que hi havia el 2009, 1 era una botiga de menys de 120 m² i 1 una fleca.
L'any 2000 a La Croixille hi havia 63 explotacions agrícoles que ocupaven un total de 1.840 hectàrees.

## Equipaments sanitaris i escolars
El 2009 hi havia una escola elemental.

## Poblacions més properes
El següent diagrama mostra les poblacions més properes.